# Sony Ericsson W600i
Il terminale W600i è uno slide phone prodotto dalla casa nippo-svedese Sony Ericsson e appartenente alla serie di telefoni musicali Walkman. È stato lanciato nel 2005 e ha riscosso un buon successo nel pubblico dei teenager, grazie anche alla strana apertura a rotazione dello slide.